# Alain Sutter
Alain Sutter   (Berna, 22 de gener de 1968) és un exfutbolista suís de la dècada de 1990.
Fou 68 cops internacional amb la selecció suïssa amb la qual participà en la Copa del Món de futbol de 1994. Pel que fa a clubs, defensà els colors de Grasshoppers Zürich, Young Boys Bern, Nürnberg, Bayern Múnic, SC Freiburg i Dallas Burn.